# 黄遵憲

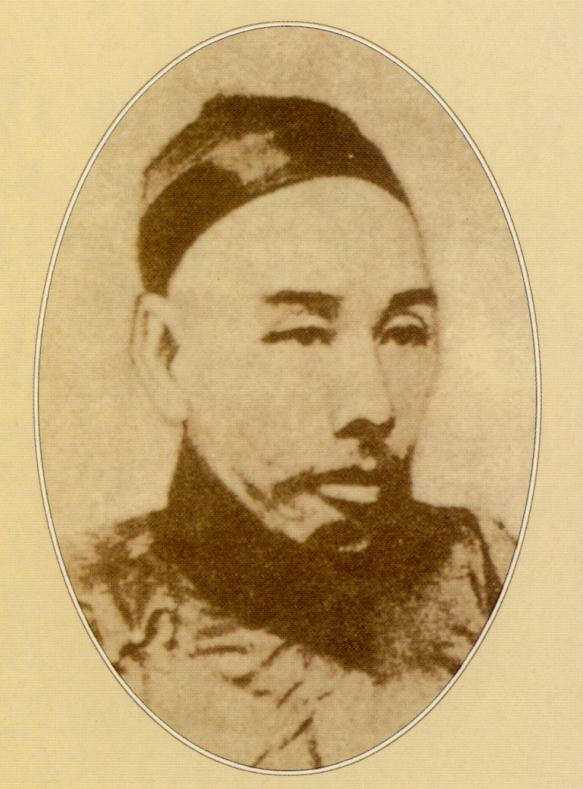
黄遵憲

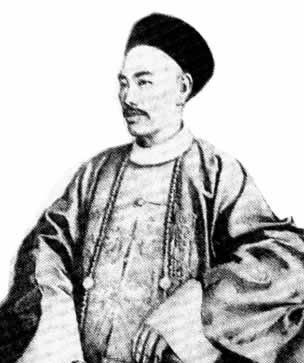
黄遵憲

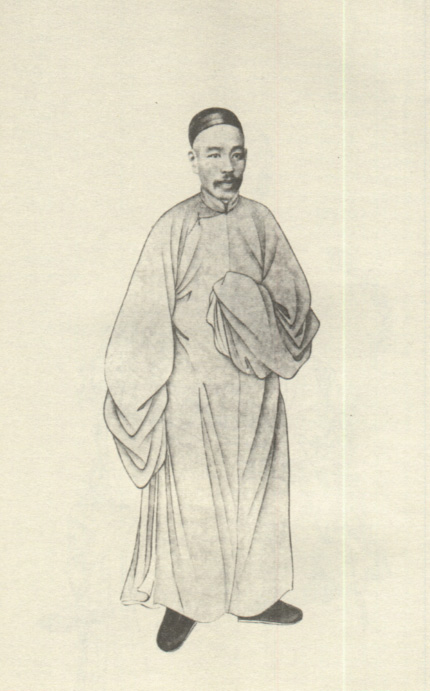
黄遵憲の肖像画（『清代学者象伝』）

黄 遵憲（こう じゅんけん、道光28年3月24日（1848年4月27日） - 光緒31年2月23日（1905年3月28日）、満56歳没）は、清朝末期の詩人・外交官・政治改革者であり、また知日家としても知られる。

## 生涯

### 挙人となるまで（1848年〜1877年）
字は公度。人境廬主人や観日道人、東海公、法時尚任斎主人、水蒼雁紅館主人といった号を持つ。広東省嘉応州（いまの梅州市）の人。生家は南宋以来続く客家である。ただ客家といえど、一族より代々挙人8人を出し、うち1人は進士となっており、その地方では有力な一族だったといえる。父黄鴻藻（こうこうそう）も挙人でありながら地方官を歴任し、最終的に知府にまで上っている。
世界地誌『瀛環志略』（えいかんしりゃく）が刊行され、中国の人々の眼が漸く海外へと向けられつつあった1848年（道光 28年）に黄遵憲は生を享けた。幼少より青年となるまでの期間は太平天国の乱が起こっていた時期にほぼ重なっているために、多感な年頃の黄遵憲本人に多々影響を与えている。たとえば黄遵憲は18歳のとき葉氏を妻として迎えているが、その数日後に太平天国軍が州城に押し寄せて避難を余儀なくされ、留守となった実家も大規模な質屋を経営していたために狙われ、莫大な損害を受けている。その苦難のためか詩集『人境廬詩草』（じんきょうろしそう）では、太平天国滅亡を喜ぶ「感懐」という詩が冒頭を飾っている。彼が太平天国に怒りを覚えているのは当然であるが、注目すべきなのは効果的な対策を打てない清朝の官僚にも怒りの矛先を向けている点である。黄遵憲が生涯抱き続ける実用的でない科挙と実務に長けてない官僚への不信不満は、おそらくこの時のことが根本にある。そしてこの不信不満こそが彼の進路を方向付け、そして改革へと駆り立てたのだと言えよう。幾度かの試験失敗の後、29歳の時に挙人となり、以後政治の表舞台へと登場する。

### 外交官時代（1877年〜1894年）
挙人となって数ヶ月後、日本公使に任命された何如璋（かじょしょう）に従い、参賛（書記官にあたる）として明治日本に同行した。これは日清修好条規に基づき派遣されたものである。当時外交官という職は官歴という点からいってエリート街道にあるものではなかった。長男でもあった黄遵憲には家族や知人より引き続き科挙の勉強を続けて進士となることを望む声が寄せられたが、彼はこの道を躊躇無く選んだ。進士となっても就職難であったことや、非実用的な科挙のための学問に時間を費やすことに耐えられなかったことがあるが、最も大きい理由は一刻も早く政治の世界に身を置き、衰運の見える祖国のために働きたいという思いが黄遵憲に強かったからであった。

#### 日本への赴任
黄遵憲は到着してからおよそ4年間日本に滞在し、政府要人との折衝や情報収集に奔走した。当時日本と清朝の間には琉球処分や李氏朝鮮を巡る懸案が存在しており、公使団は難しい舵取りを余儀なくされていた。琉球処分では当初公使団は強気に交渉したものの、本国にいる大官 李鴻章（りこうしょう）との考えの違いや国力の差から日本に押し切られ、煮え湯を飲まされる結果となった。しかしその交渉過程でまず富国強兵ありきという認識を持つようになり、日本の軍近代化に注目するようになるのである。
つづいて持ち上がった問題が朝鮮の扱いであった。朝鮮は中国歴代王朝の朝貢国として位置づけられてきたが、今後もそれと同様の関係を維持したい清朝と、その影響を排したい日本の間で角逐が生じた。当時朝鮮は鎖国を国是としていたが、何如璋や黄遵憲は朝鮮が清朝の指導のもと開国し、諸国と条約を結ぶ方が清朝・朝鮮共に得策だと考えるようになっていた。これは滞在していた日本に影響を受けている。当時日本ではロシアの南下に極めて警戒感を持っており、朝鮮がロシアの影響下に入ることを極度に恐れていた。こうした意見に感化され、黄遵憲たちは日本よりもロシアへの警戒を募らせていったのである。また同時期結ばれたサン・ステファノ条約によりトルコがロシアに屈しながら、他のヨーロッパ諸国の干渉により逆にロシア側が譲歩せざるを得なかったことを知り、多くの国と条約を締結しておいた方が紛争発生時に第三国からの干渉を期待できると計算したためでもある。
この考えを朝鮮側に伝えるため、第二回 修信使として日本に来ていた金弘集と黄遵憲は面会し説得につとめ、さらに『朝鮮策略』を手渡した。その外交論は以下のような骨子を持つものであった。
1. 清朝と朝鮮との宗属関係の強化。
2. 日本やアメリカと連携すべき事。そのためにアメリカと早くに条約を締結すること。
3. 通商を拡大し、西欧から軍事や工業技術を学び、富国強兵を図るべき事。

これを金弘集が祖国に持ち帰り、朝鮮の外交を鎖国論から開国論へと転回させるきっかけとなったのである。
黄遵憲は、外交交渉において日本と激しいやり取りを交わしたが、いたずらに反発せず、明治日本から学ぶべき点があることを悟った。また後述するように多くの日本人の知己を得ており、文化交流を促進している。単なる知日家ではなく、日中友好を近代最初に唱えた人でもある。

#### アメリカへ
1882年 （光緒 8年）、サンフランシスコ総領事へと転任し、日本を離れた。当時のアメリカには20万人に及ぶ出稼ぎ華僑がいたが、低賃金で働かされるなど人権が守られているとは言い難い状況にあった。清朝はこの状況を知りながらも、アメリカに遠慮して特に問題として取り上げず傍観に終始した。こうした雰囲気の中黄遵憲は着任したのである。折しも華僑を雇用することを禁ずる法律や華僑入国を制限する法律が施行されるなど排斥の機運（中国人排斥運動；英名Chinese Exclusion Act）が高まると、トラブルに見舞われる華僑が増加し、それとともに黄遵憲が交渉に乗り出す機会も増えた。たとえば衛生を口実に華僑が収容所に投ぜられると、わざわざ総領事自ら出向き、収容所の役人を詰問し釈放させたという。在米華僑問題への思いは「逐客篇」という詩に詳しい。この中で初代大統領ジョージ・ワシントンが万国と国交を持ち、いかなる民族も平等に住むことができると宣言してより百年も経たないのに、今のアメリカ政府はその言葉に背いても恥としない、と述べており、自由・平等を国是とするアメリカにおいてなされる非人道的な行為に黄遵憲が怒りを覚えていたことがうかがえる。
3年後黄遵憲は一旦帰国し、『日本国志』（にほんこくし）の完成に専念した。そのため張蔭桓（ちょういんかん）や張之洞（ちょうしどう）が外交官として再度着任するよう促しても固辞したという。その10月には『日本国志』編纂の副産物ともいうべき『日本雑事詩』（にほんざつじし）を『日本国志』に先んじて刊行している。『日本国志』は1887年頃に完成し李鴻章らに提出されたが、光緒帝（こうちょてい）の師翁同龢（おうどうわ）や総理衙門章京であった袁昶（えんちょう）など一部の人々に評価されるにとどまり大きな反響は無かった。

#### イギリスとシンガポール
1890年（光緒 16年）、イギリス・フランス・ベルギー・イタリア兼任公使として赴任する薛福成（せっぷくせい）の参賛としてヨーロッパに向かった。ヨーロッパでの生活にはあまりなじめず、望郷の念を募らせていたようだ。「重霧」という詩では、ロンドンのどんよりとした霧にうんざりする黄遵憲の様子がうかがえる。翌年薛福成の推薦で新設されたばかりの シンガポール総領事として赴任。東南アジアにも多くの華僑が在住していたが、列強の植民地化が進行する中で保護されずに放置されていた。清朝では国を捨てた者として見なしていたためである。清朝の方針を転回させ、華僑保護をすべく領事を東南アジア各地に設けようとしたのが薛福成であった。薛福成自身は1890年にはじめて海外の土を踏んだのであり、こうした華僑保護を求める政策提言の背後にはアメリカでの経験に基づいた黄遵憲の進言があったのである。

### 戊戌変法への参加（1895年〜1898年）

#### 強学会と『時務報』

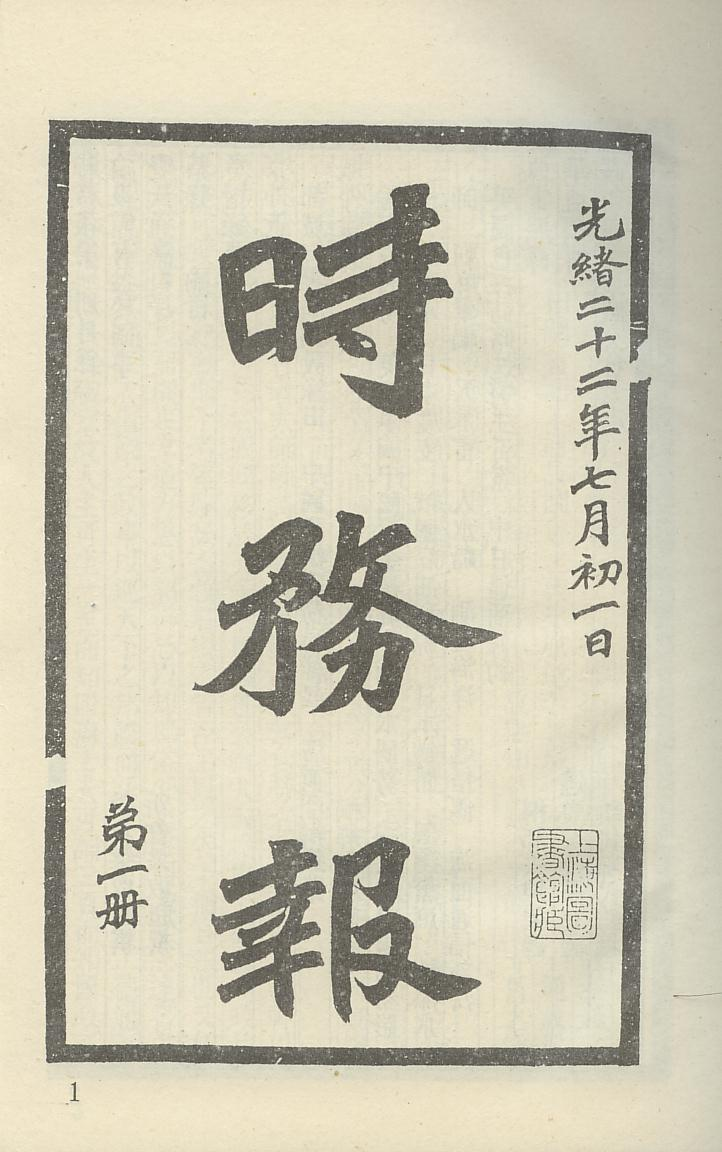
黄遵憲が出資して創刊した『時務報』

日清戦争のさなか、黄遵憲はシンガポール総領事の任を終え帰国したが、以後中国国内の地方官職を歴任することになる。帰国後、張之洞からの依頼により江寧洋務局の總弁を引き受け、未解決の教案（反キリスト教事件）の処理に取り組んだ。
日清戦争の敗北はアヘン戦争よりも大きな衝撃を清朝の知識人に与えたが、黄遵憲もその一人であった。戦後、下関条約締結に反対する人々が集まり、富国強兵への道を探る強学会という団体が上海に立ち上げられたが、黄遵憲もそれに参加した。この時康有為（こうゆうい）や梁啓超（りょうけいちょう）と出会い、その政治改革思想に共感するのである。特に梁啓超とは親しく、生涯変わらぬ交友を続けることになる。『日本国志』は皮肉にもこの敗戦によって漸く脚光を浴びるようになり、梁啓超の序を付して増訂版が刊行された。
強学会はさして活動するまもなく李鴻章に睨まれて閉鎖され、機関誌『強学報』（きょうがくほう）も停刊を余儀なくされる。しかしすぐさま後継紙として旬刊の『時務報』（じむほう）が創刊された。この『時務報』の設立には深く黄遵憲が関与しており、彼の資金援助によってはじめられたものである。梁啓超を主筆に招き、立憲君主制を宣伝鼓吹する論説や、日本をはじめとする外国新聞雑誌の時事問題記事を翻訳して掲載した。このうち日本の雑誌・新聞からの翻訳には古城貞吉があたったが、彼も黄遵憲が見つけてきた人材であった。雑誌は変法思想を広める媒体として大いに力があり、後の戊戌変法（ぼじゅつへんぽう）を準備するのである。
同時期、日本は戦勝の余勢を駆って蘇州・杭州に租界をつくることを要求した。南洋大臣劉坤一のもと黄遵憲は上海総領事珍田捨巳と折衝し新しい条約案を作成したが、清朝上層部によって黙殺された。なお、上記の古城貞吉は珍田の紹介で知り合ったものである。

#### 湖南の戊戌変法

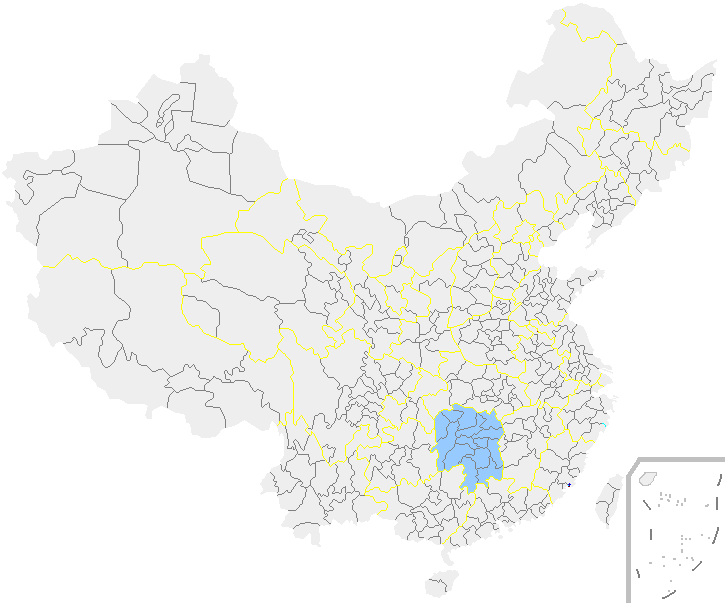
戊戌変法の舞台の一つ湖南省

1898年（光緒24年）、戊戌変法が開始された。これは康有為・梁啓超が中心となって起こした富国強兵を目指す改革運動である。洋務運動が兵器や工場機械の導入に制限して西欧文明を受容しようとした改革であるのに対し、政治や外交などの制度まで含めた全般的な改革をめざしたものである。この改革は康有為が光緒帝を擁し、北京で指揮を執っていた。黄遵憲は外交官としての経験から、富国強兵のためには全面的な制度改革が不可欠と考え、この戊戌変法を強く支持していたのである。
戊戌変法の少し前、翁同龢に推薦されて黄遵憲は光緒帝に謁見し変法を説く機会を得た。『日本国志』に光緒帝は大きく心動かされたという。結果、皇帝から信任されたため湖南省の長宝塩法道という官職に就き、さらにその後按察使を兼任した。按察使は司法・治安を司り、省内では総督・巡撫・布政使に次ぐ重職であって、進士でもない黄遵憲がこの職につけられたことから、いかに信任篤かったかが分かる。この湖南への派遣は偶然に拠るものではない。当時湖南は総督張之洞、巡撫陳宝箴（ちんほうしん、詩人陳三立の父であり、著名な史家陳寅恪（ちんいんかく）の祖父）、学政の江標（こうひょう）及び徐仁鋳（じょじんちゅう）など改革を志向する官僚が集っていた。光緒帝や翁同龢は湖南を改革のモデル地区とする意図があって、黄遵憲を派遣したのである。
期待に応えるかのように黄遵憲は変法派官僚と結び湖南において、強力に改革を推進していく。それは「西人の政・西人の学を采り、以て我が国の政・学の弊を彌縫す」というように、西欧を改革モデルとするもので、且つ日本を手本としたものであった。当時まだ国外の土を踏んだことがある者はまれであり、ましてや官僚・郷紳といった知識人層に限定すれば、尚更少数であった。したがって黄遵憲のように直接見聞した者の意見が、西欧・日本をモデルとする改革において尊重されたことは容易に想像できる。
改革はまず『時務報』の経営・あり方をめぐって内紛に巻き込まれていた梁啓超を上海から呼び寄せ、時務学堂という改革思想を教授する学校の総教習とすることから着手された。梁啓超ばかりでなく、同じく康有為ら変法派に連なる譚嗣同（たんしどう）・唐才常（とうさいじょう）も同時に教師に任じている。時務学堂は王先謙（おうせんけん）の要望を陳宝箴が入れて設立した学校である。「時務」ということばが冠せられているように、通常の科挙受験あるいは講学タイプではなく、洋務運動の精神「中体西用」を指針とする教育機関として構想された。しかし変法派の教師たちは民権・平等・立憲政治といった西欧的価値観を学生に教え、湖南に一大旋風を巻き起こした。これは王先謙の思惑を超えたものであって、その過激思想を厳しく批判した。結果、湖南の改革に強く反対する一派を生み出すことになり、改革の進行を阻害することになる。
さらに黄遵憲は『湘報』・『湘学新報』という雑誌新聞を発行し、変法が避けられないことを世に知らしめようとした。これらの鼓吹により変法派の勢いが強くなり、黄遵憲が湖南に来て以来「我が省の民心、頓（とみ）に一変を為す」と保守派をして言わしめたのである。この他不纏足会を組織し、女性に強制されていた纏足の廃止を訴えている。
黄遵憲の行おうとした改革の眼目の一つに地方自治の導入がある。上の時務学堂が少壮の学生たちを対象とした啓蒙を目的としたのに対し、士大夫を対象としたのが南学会である。南学会は学会の体裁をとるものの、実際には湖南の指導的な士大夫層を集めて立憲政治の仕組みを理解させ、ゆくゆくは湖南の地方議会たらしめようと企図された団体である。また治安を担当する機関として保衛局を設けた。これは西欧や日本を範としながら、独自の改良を加えた官民合弁の警察制度である。さらに実務に長けた官吏を育成するために課吏館を設けた。ただこれらの改革が実効を挙げたかどうかは疑わしい。戊戌変法は別名百日維新と言われ、下に見るようにごく短期間で終結するからである。

#### 挫折
数々の改革を打ち出した黄遵憲であったが、湖広総督張之洞ほかの大官が孔子教や公羊学（くようがく）をめぐって康有為たちから距離を置き始めると、一気に事態が暗転した。1898年(光緒24年)に戊戌政変が西太后（せいたいこう）や袁世凱（えんせいがい）らによって行われ、改革が頓挫したのである。当時黄遵憲は新たな駐日公使として派遣される直前であった。政変の発生を上海できいた黄遵憲は清朝に一転捕縛されるも、イギリスの駐上海総領事や日本公使林権助の口添えにより重罰は課せられなかった。なお日本公使は当時来華していた伊藤博文の指示で動いていた。黄遵憲と伊藤とは黄が駐日参賛時代に面識があり、外交をめぐり対立しながらも個人的には黄を高くかっており、その死を惜しんだためである。譚嗣同ら戊戌六君子は刑場の露と消えたが、黄遵憲自身は免職ですまされ、以後郷里に引退するのである。

### 晩年（1898年〜1905年）

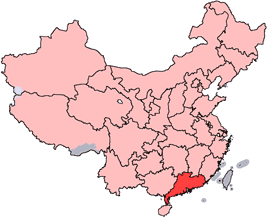
広東省

黄遵憲の郷里、広東省嘉応州（現在の梅州市）

郷里に引退後、 黄遵憲は丘逢甲（きゅうほうこう）と詩文をやり取りするほか、日本に亡命した梁啓超がその地に創刊した雑誌『新民叢報』や『新文学』に文章を発表する毎日を送った。そして時折立憲改革や革命運動、文学の新たなあり方などを梁啓超と手紙で意見を交わしていた。政治に関しては、李鴻章に出馬を請われたこともあったが固辞し通し、自ら乗り出すことはついになかった。この時期の黄遵憲は新体詩創作に熱意を傾けていたようだ。
しかしこの時期黄遵憲は詩作にのみ明け暮れたわけではない。彼が詩作とともに熱意を傾けていたのが教育活動である。帰郷後黄遵憲は教育の普及に熱心につとめた。彼は日露戦争において日本が勝利したのもロシアよりも学校教育が普及していたからだと説明する。こうした富国強兵と結びついた教育観は、外交官として諸国をめぐったときに身につけたものであって、『日本国志』にも同じ観点から日本の学制について詳しい記述が出てくる。
1903年（光緒29年）、嘉応興学会議所や東山初級師範学堂をつくり、教育改革に着手した。後者は中国でも最も早く作られた師範学校の一つで、小学校教員を養成しようとしたものである。黄遵憲は広範な教育の普及こそ肝要と考えていたため、学校では家が裕福だろうが貧しかろうが同じ場で教育を行い、ただ年齢でもって分けたのみであった。教科内容は理科や数学、体育など現代の学校教育に近い内容となっている。またそれまでの教育機関であった書院とは異なり学級や卒業といった制度も設けていた。これらは近代的な学校制度を導入したものである。しかしこの教育改革は当初からいくつかの障害が立ちふさがっていた。まず地元の有力者たちが学校教育に科挙対策を挿入するよう求め、黄遵憲と対立したこと。また教育を普及させると言っても教師そのものの絶対数が不足していたこと。これらが問題として浮上した。結局前者は1905年（光緒31年）に科挙そのものが廃止されて問題が消滅し、後者は子弟や門人を日本の弘文学院（嘉納治五郎が東京神田につくった留学生用の学校。魯迅も学ぶ）に留学させ、師範学校制度を学ばせ解決した。戊戌変法は頓挫したが、黄遵憲の地域に密着した教育改革は、戊戌変法における啓蒙的側面を継承した活動であったといってよい。
官を辞してより7年後の1905年（光緒31年）、肺を患い永眠。享年58。その墓誌銘は若い友人梁啓超の手になる。彼の死後、子弟たちはその意志を継ぎ、嘉応州の教育改革を推し進めていくのである。

## 我が手もて吾が口を写さん－詩人 黄遵憲－
黄遵憲は清末を代表する詩人としても著名である。「近世詩界三傑」の一人といわれた黄遵憲は、生涯を終えるまでにおよそ千首の詩を残しているが、作詩は10歳から始めたられた。その詩は新派詩として知られ、また本人は「詩界革命」の先駆者と目される。題材には日常の生活を選んだものが多く、たとえば『日本雑事詩』では、印紙や新聞紙、幼稚園など身近なものが取り上げられている。この『日本雑事詩』は総理衙門に提出して同文館より刊行したものが最初の刊本であるが、日本を手軽に紹介する書として人気を呼び、以後中国および日本で何度も出版された。こうした日常に密着した作詩姿勢は、詩に口語を積極的に導入しようという文学理論と密接に結びついている。黄遵憲には眼前の現実を可能な限り忠実・仔細に描写したいという写実的な欲求があったために、桐城派のような擬古的な表現方法には批判的であった。厳復（げんぷく）の『天演論』（てんえんろん）が社会進化論を中国に紹介したことを高く評価しながらも、その文体が典雅さ・格調の高さに拘泥するあまり難解すぎると批判したのは、そうした文学観に由来する。新たな時代には新たな表現こそ必要不可欠と考えたのであって、「我が手もて吾が口を写せば、古も豈に能く拘牽（こうけん）せんや」（「雑感」の一節、拘牽は物事にとらわれるの意）と述べ言文一致を詩文に求めた。それは後の文学革命を先取りしたものに他ならない。なお、奇しくも黄遵憲が来日していた時期と二葉亭四迷の『浮き雲』が発表された時期は重なる（黄の来日の方が数年早い）。
日常に密着した詩は注目に値するが、題材の量からいって最も多いのは時事問題に関するものである。上で触れた「逐客篇」はその代表例であるが、その他にも日清戦争の敗北に心痛める「哀旅順」や 義和団の時の「七月二十一日外国聯軍入犯京師」等がある。これらの詩には黄遵憲の批判精神が遺憾なく発揮されており、時事への関心こそが創作の原動力だったことが分かる。黄遵憲の詩は、叙情詩よりも叙事詩に優れると言われるが、その詩は単なる文学にとどまらず、当時を生きた一士大夫が詩に託して心の内を吐露したという点で貴重な歴史証言ともなっている。それ故に黄遵憲の詩は「詩史」と評されている。以下はその例。

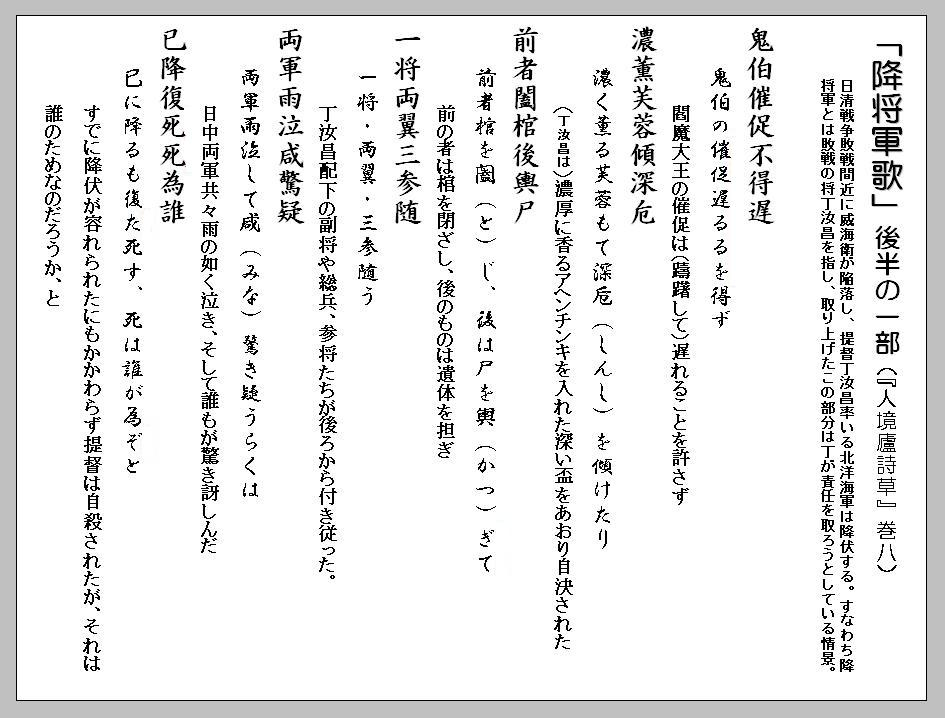
1895年頃作。「降将軍歌」後半の一部。日清戦争敗戦の責を取った丁汝昌を悼む詩

## 黄遵憲と日本

### 同文同種の日本?
黄遵憲と日本の関わりは深く、日本での体験は彼の人生・思想に大きな影響を与えている。外交官となって諸外国を巡っているが、最も関わりの深い国は日本であったろう。日本とは国益をめぐって激しい対立を演じたが、一方で多くの知己を得た。その知己を通じ得た情報をまとめあげ中国に日本がどういう国か紹介もしている。また清朝の改革にあたって明治維新に倣うべき点があると考え、同志の康有為や梁啓超にも影響をもたらした。黄遵憲は近代における知日家・親日家の先駆ともいうべき人物なのである。
とはいえ、彼も来日当初から知識や親しみを持っていたわけではない。当時の中国の人々のそれとさして変わりないものであったであろう。古くから国交があることは知っていても、それは文字の上だけに過ぎず、またそれも全く十分なものではなかった。よって最初は中華思想的発想から、日本の文化は中華文明の亜流、もしくは同文同種といった程度の認識しか黄遵憲は抱いていなかったのである。そうした人物が直接体験によって異文化を見いだしていくことはごく自然の成り行きであった。
駐日公使たちが日本の土を踏んだのは、明治維新よりおよそ十年後であるが、その当時の日本は官民一体となって西欧化に取りくんでいた時期であって、黄遵憲はまずその点に厭でも気付かざるを得なかった。黄遵憲は、頑固な保守派ではない。したがって富国強兵や殖産興業については何らわだかまり無く納得できた。しかし明治になって日本人の服装をはじめとする文化・習慣は一変したが、こうした変革、すなわち文明開化を目の当たりにするとき、黄遵憲には文化の源流たる中華を蔑ろにし、西欧文明に心を売りわたしたとしか考えられなかったのである。

### 漢学者と桜
ただ黄遵憲が当初文明開化に否定的だったのは、中華思想のみが原因だったわけではなく、彼が親しくしていた日本人にも同様な考えを持つ者が多く、それに影響されたのも一因である。一流の文化人で構成されていた公使団のもとには伊藤博文や榎本武揚、大山巌といった政府の要人や、あるいは宮島誠一郎 や 明六社（めいろくしゃ）同人の中村正直も訪れるなど、一時期公使館詣が流行したほどであったが、ごく親しくつきあったのは西欧化に批判的な漢学者たちであった。たとえば大河内輝声（おうごうちてるな、源桂閣と号す）や石川英（鴻斎、石川丈山の九代目子孫）、岡鹿門（千仞）、重野安繹（成斎）、青山延寿（鉄槍、『大日本史』編纂に関わる）、亀谷行（省軒）、巌谷修（一六）といった人々が足繁く公使館を訪ねた。彼らは西欧文明に全くの無理解というわけではなかったが、少なくとも批判的であった人たちと言わねばならない。なおこのうち中村や重野ら幾人かはアジアの提携振興をめざす団体、興亜会に参加している。

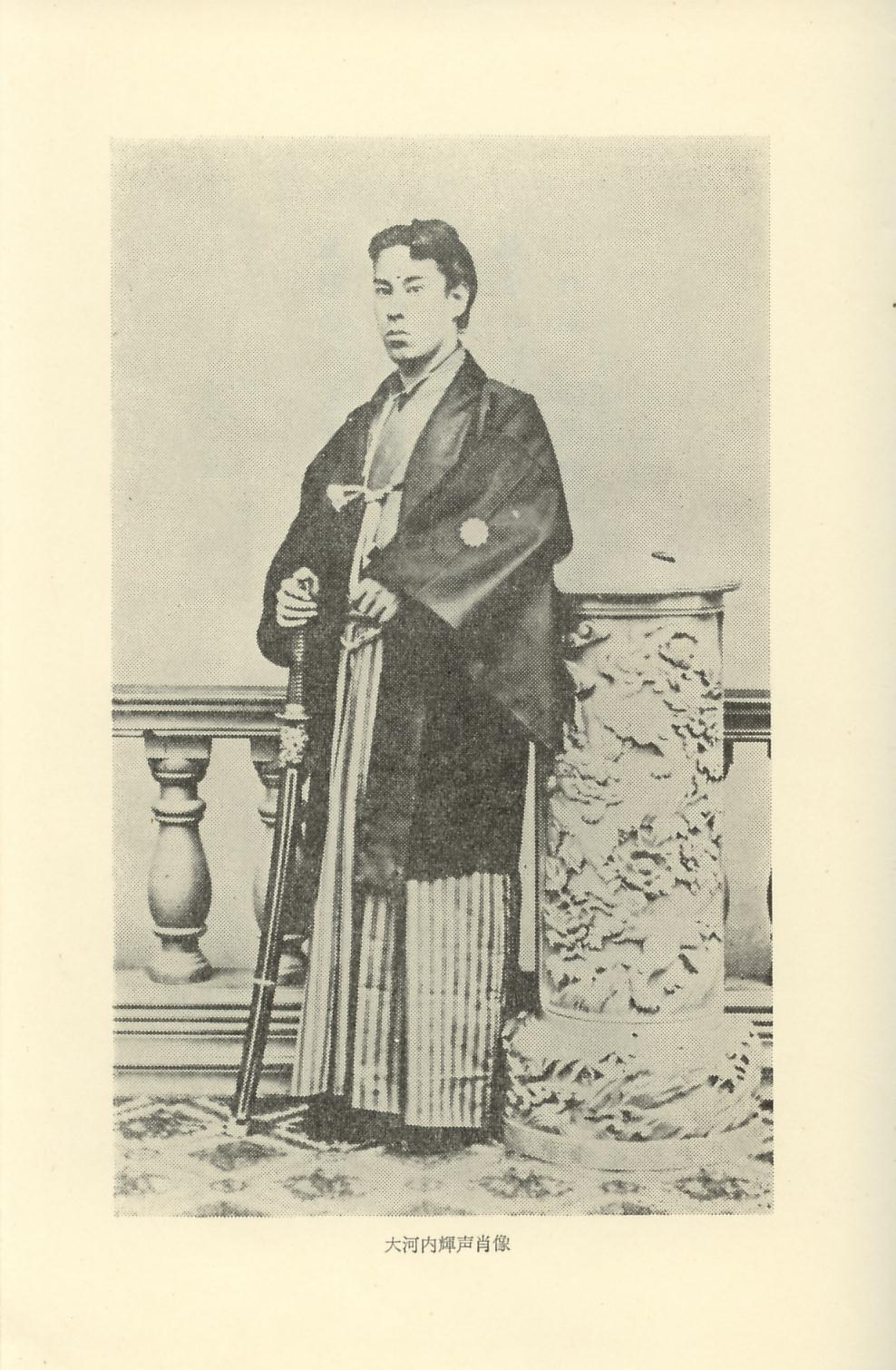
大河内輝声

黄遵憲は日本語を話せなかったので、その意思疎通は漢文による筆談によって文化交流が図られた。当時の日本の知識人たちは、文の善し悪しは別として普通に漢文の読み書きができたため、これが可能であった。筆談は多岐にわたるが、漢学者たちは公使館を訪れるたびに詩文の批評・添削を請うたり、著作への序文を求めたりすることが多かった。黄遵憲の批評は率直で、やや手厳しかったようだ。しかしそれは悪意から瑕疵を指摘したのではなく、胸襟を開き真摯な態度で、見せられた詩文に臨んだからに他ならない。序文を寄せたものとしては、たとえば『日本文章規範』（石川英編）、『明治名家詩選』（村上佛山校閲・城井錦原修纂）などがある。
漢学者のうち大河内輝声は特に関わりが深かった人である。彼は元高崎藩藩主であるが、数日に一度は公使館を訪れていた。その際の筆談記録は見つかったものだけで71冊（厚さ134cm）にものぼり、当時の日中交流を探る上で貴重な資料となっている。その大部分は大東文化大学 大河内文庫に所蔵されている。また『日本雑事詩』の初稿を保存したいと黄遵憲に求め、自宅に日本雑事詩最初稿塚を造ってそれを収めた。今その塚は野火止の平林寺に移築されている。
しかしそうした人々とのつきあいが多くとも、日本で暮らしていれば次第に単なる同文同種で片づけられない異文化としての日本が顔をのぞかせてくる。たとえば貧しく質素であっても庭木を愛する素朴な庶民、客が訪ねくれば細やかな気配りをする妻女、そして積極的に海外のことを知ろうとする日本人の好奇心など、黄遵憲は日本の美点を素直に認め賞賛している。特に彼が愛した日本の風習は桜の花見であった。在日期間中、さきの漢学者たちと連れだって毎年欠かさず花見を行い、桜を織り込む詩文も残している。たとえば隅田川での花見の詩に「東皇第一に桜花を愛す」（東皇とは春の神）と詠み、その解説において「墨江の左右、数百樹有り、雪の如く霞の如く、錦の如く荼の如し。余一夕の月明かり、再びその地に遊べば、真に身を蓬萊の中に置くが如し」と述べている。実は日本人が桜の花見を非常に好むことを中国に広めたのは黄遵憲であった。

### 認識の深化
中国とは異なる日本固有の美点を見出すこと、それは翻って故国との対比を促し価値観が多元化するきっかけとなった。その結果黄遵憲の中の中華思想は徐々に動揺させられ、中華はその文化・文明の影響を他国に及ぼすだけの一方通行的存在から相互に影響を受ける存在へと徐々に変化していく。また服装等の文化を一変させるような文明開化が明治維新と一体不可分であり、それによって日本が富国強兵を達成しているという眼前の事実を黄遵憲は認めざるを得なくなるのである。苦悩の末に彼は附会説を採用することにより中華思想と現実を融和させる。つまり彼は西欧の学問とは、墨子の学が西に伝播して発達したものだと考えることにより、そうした西欧に追随する日本の改革を是認する方向へと思考を改めるに至る。こうした理解を後世の我々が浅薄として笑うのは容易い。しかし当時いかに中華思想が強固なイデオロギーであったかを想起するとき、そして生まれた瞬間からその影響下で育ってきた黄遵憲の前半生を知るとき、そこから半歩足を踏み出すのにも多大な努力を要したことに思い至るであろう。その点で黄遵憲の思想的苦闘は評価されてよい。
以上のような認識の深化が明確に形を為すのは、日本を離れアメリカ駐在を経て得られたものであった。日本滞在中はまだ文化面における欧化主義に批判的な意識が残っていたようだ。そのため当時を代表する知識人であった中村正直（ベストセラー『西国立志編』や『自由之理』の著者）と交遊しながら、その思想に感銘を受けた様子はみられない。しかし日本が注目すべき国であるという認識はすでに滞在中から黄遵憲は抱いており、それに伴いあまりに明治日本の実情が中国に知られていないことを憂慮していた。また在日期間中特に黄遵憲の関心をもったのは、日本の富国強兵政策である。故国が内憂外患を抱えて四苦八苦する現状を憂えていた彼は、以前より如何に改革すべきかということが頭より離れなかったため、明治維新を参考にしようという使命感にとらわれた。そうした考えから日本の資料を友人の漢学者や宮島誠一郎に依頼して収集し、編纂したのが『日本国志』と『日本雑事詩』なのである。

### 『日本国志』の編纂
『日本国志』が一応の完成を見たのは1887年（光緒13年）である。作った四部のうち一部を手元に留め、のこりは総理衙門や李鴻章、張之洞に提出した。1890年（光緒16年）には版木に付されたものの刊行されず、実際に印刷したのは1895年（光緒21年）である。時あたかも日清戦争の敗戦後であって、明治日本の情報が渇望されていた時期であった。この書によって日本及び明治維新がどういうものであったか広く知られるようになったのである。日清戦争の賠償金は二億両であったが、そのために「此書早く布けば、歳幣二万万を省かん」（前述袁昶の言）、つまり『日本国志』が早く知られていれば、（いたずらに戦争を求める人たちを黙らせ）賠償金二億両を支払わずとも済んだものを、と嘆息されたことは有名。

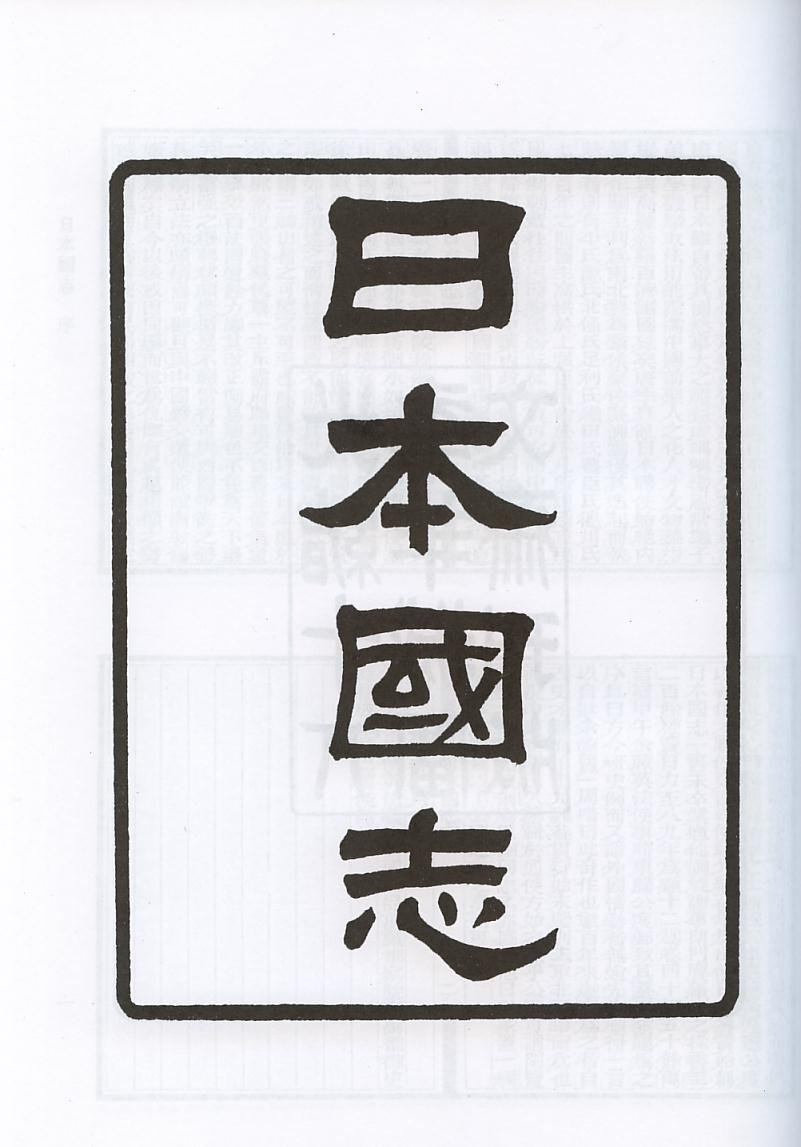
日本国志（光緒24年上海図書集成印書局）表紙

体裁は『通典』や『通志』に則り、構成は以下のようになっている。「中東年表」（中国と日本年号対照表）、「国統志」（日本史）、「隣交志」（外交史）、「天文志」、「地理志」、「職官志」（官職）、「食貨志」（財政）、「兵志」、「刑法志」、「学術志」、「礼俗志」（社会風俗）、「物産志」、「工芸志」。全40巻、総字数50万字強。日本語に翻訳するならばその数倍の字数が必要となることは言うまでもない。
体裁や構成は伝統にしたがってはいるものの、その中身は大きく異なる。この著作の特徴としてまず挙げねばならないのは、その編集方針である。それまでに編まれていた他の海外地理書とは違い、『日本国志』は自民族中心的な部分が無く、事実の記載を重視する。また事実を記載する上でも古き時代よりも新しい時代、特に幕末から明治を詳しく叙述している。そして事実を記した後、「外史曰く」ではじまる黄遵憲の評論を付しているが、そこでは時に祖国との対比がなされている。これは比較によって明治日本を手本とした改革の道筋を示さんがためであった。また見た目も工夫が施され随所に数字や統計、表が用いられ、日本や欧米の書物の良いところを取り入れようとしたようだ。
この『日本国志』は二つの役割を持っていた。まず改革の手本を示すこと、そして明治日本の現状紹介である。前者について言えば、五箇条の御誓文、廃藩置県、秩禄処分、地租改正等は無論触れられており、制度改革全般、政治・経済・軍事・文化問わず細かく述べている。後者の現状紹介は、単なる紹介というよりも必然的に改革の結果を示す形となっている。
この『日本国志』は日清戦争後にあっては、非常に大きな影響があったと言わねばならない。中国における明治維新観を決定づけたばかりか、それに範を取った改革、戊戌変法を推進する原動力の一つともなったからである。戊戌変法を推進した康有為・梁啓超ら変法派は改革案の立案に際しこの書から着想を得ている。たとえば康有為には光緒帝に献呈した『日本変政考』という書物があり、この書は光緒帝が改革を決意するきっかけとなった書でもあるが、この書の中には『日本国志』からまるまる引用された箇所があって、日本の実情を示す際の根本資料として『日本国志』が扱われている。具体的な政策のモデルとしてだけではなく、『日本国志』の中の尊皇攘夷運動についての記述は、改革の必要性を切に感じていた清末の青年、たとえば譚嗣同や唐才常といった変法派に属しながら革命志向があった者達に、強い共感をもって読まれた。大久保利通や木戸孝允といった明治の元勲の名前は当時にあっても『日本国志』によってよく知られた名前だったのである（『人境廬詩草』巻三には「近世愛国志士歌」という幕末志士を称える詩もある）。

### 同に亜細亜に在り
黄遵憲について語られるとき、ほとんど必ず「愛国者」と「日中友好を唱えた人」といった類のことばがついてくる。近代の日中関係史を紐解くとき、この二つがなかなか両立しがたいことに気付くが、彼には違和感なくこれらのことばが同居する。外交官として国益を守るために強硬な態度で日本政府との交渉に臨んだが、日本人に憎悪されることなく、伊藤博文からは逆に敬意をもたれるような人柄であった。戊戌変法末期に日本公使に採用されたのも、日本側からの要請があったためである（ただし公使として赴任前に政変が発生し、渡日できず）。明治維新を高く評価し、その成功を中国にも率先して伝えようとし、また晩年には一族の若者や門弟を日本に留学させるなど、親日的である点は終生変わらなかった。以下に示す詩にあるように黄遵憲は、日中が手を結び、共に西欧列強に対抗することを夢見ていたのである。詩「陸軍官学校開校礼成賦、呈有栖川熾仁親王」（陸軍官学校開校の礼に賦を成し、有栖川熾仁親王に呈す）に次のような一節がある（陸軍官学校は陸軍士官学校を、有栖川熾仁親王は有栖川宮熾仁親王を指す）。

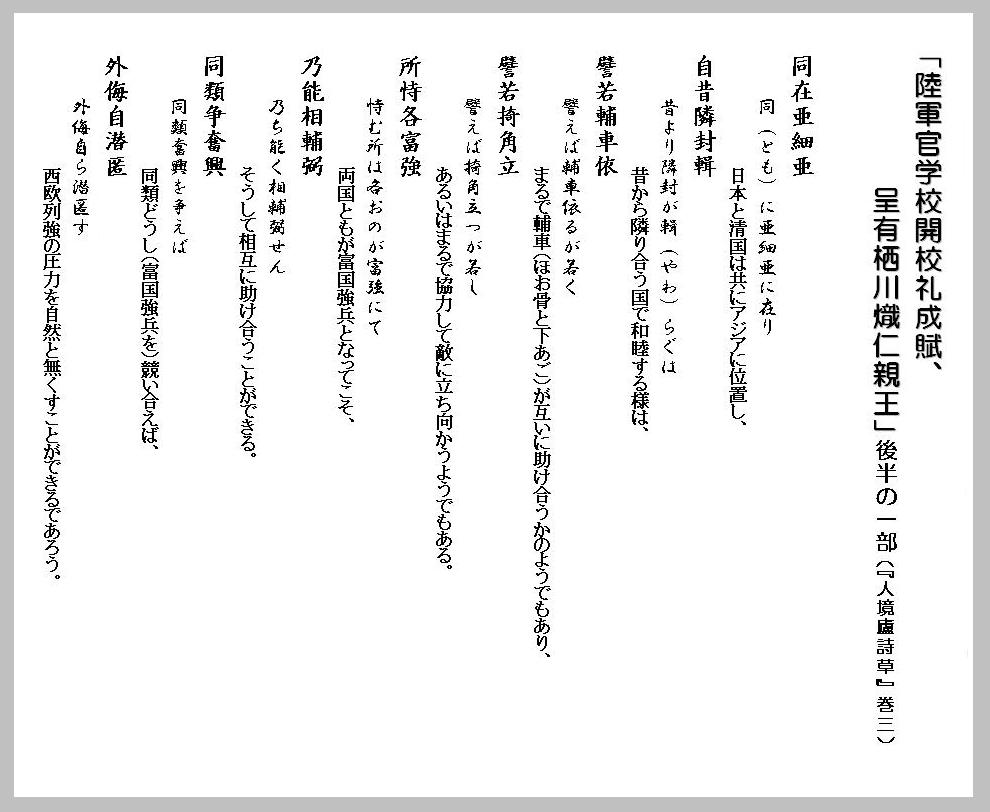
「陸軍官学校開校礼成賦、呈有栖川熾仁親王」後半の一部を抜粋

## 主要著作
- 『日本国志』40巻
- 『日本雑事詩』2巻
- 『人境廬詩草』11巻

猶、近年まで黄遵憲の全集は無かったが、2005年に中華書局より陳錚編『黄遵憲全集』が出版され、史料利用が簡便となった。校点本であるが、ただ簡体字表記であり、注が無い。

### 伝記研究
- 小川恒男　『「近代」前夜の詩人　黄遵憲』　広島大学出版会、2008